# Robert Simac
Robert Simac, född 1952, är en tidigare fransk tävlingsförare.
Robert Simac blev Europamästare i Formel 2 2003 och 2004.
2013 till 2016 vann Robert Simac  titeln som FIA Formel 2 europeisk mästare fyra år i rad.